# Turulung
Turulung es una comuna ubicada en el distrito de Satu Mare, Rumania.

## Superficie
Posee una superficie de 57,62 kilómetros cuadrados.

## Demografía
Hasta 2021 la población era de 3409 habitantes, con una densidad de población de 59,16 habitantes por kilómetro cuadrado.